# 川はだれのもの?
「川はだれのもの?」（かわはだれのもの?）は、東京放送児童合唱団の楽曲及びシングル。1996年1月20日、日本コロムビアより発売（品番：CODC-838）。
1995年12月 - 1996年1月に、NHKのみんなのうたで放送された。作詞・作曲：みなみらんぼう、編曲：石原眞治。

## 概要
『山口さんちのツトム君』で知られるみなみらんぼうが、川の生い立ちと大切さを教えるべく制作した歌。
みなみが荒川をテーマにした番組を持ち、ゲストからの話を聞いているうちに、川は誰の物だろうかと感じるようになった事が楽曲制作のきっかけだという。
雨が川となり、森や村を抜け、海へ出る間に魚や人間と出会い、川は生きてる全ての物であるという内容となっている。
放送で使用されたアニメーションの映像は、南家こうじが制作した。

## 収録曲
1. 川はだれのもの?
2. クマのぬいぐるみ（歌：吉岡雄介、東京放送児童合唱団）
3. 川はだれのもの?（オリジナル・カラオケ）
4. クマのぬいぐるみ（オリジナル・カラオケ）

## カバー
- 滝沢侑子、タンポポ児童合唱団（キングレコード版カバー音源）